# Magyar Királyi Rendőrség

## A polgári magyar állam rendőrsége 1867–1918
A dualizmus kori Magyarország rendőrsége két csoportra oszlott: állami és önkormányzati rendőrségekre. Az ország törvényei a rendfenntartás jogát az államnak és az önkormányzatoknak biztosították. Ebből adódóan rendőrséget a községek és városok hoztak létre. A községekben azonban alig akadt rendőrség- általában azok létszáma sem haladta meg a 10 főt, gyakorlatilag rendőrőrsként működtek-, fenntartási költségüket a kisebb települések önkormányzatai nem tudták finanszírozni. 
A városi rendőrségek a helyi önkormányzat irányítása alatt álltak (mint napjainkban az Egyesült Államokbeli rendőrségek, vagy hazánkban az önkormányzati rendészetek, városőrségek, településőrségek, kerületőrségek, de ezeket a szerveket nem rendőrök alkotják, hanem közterület- felügyelők, mezőőrök, személy- és vagyonőrök, akiknek a joguk csekélyebb mint a rendőröknek.) A belügyminiszter munkájukba közvetlenül nem, csak az önkormányzatokon keresztül szólhatott bele mint törvényesség felügyelője. Az önkormányzatok rendőrségeinek tisztjei azonban önkormányzati tisztviselőnek minősültek, így nem vonatkoztak rájuk azok a kedvezmények, amelyek az állami alkalmazottakat megillették. A városi rendőrségek jelentették a magyarországi rendőrség gerincét, hiszen működési terület, a lakosság száma, bűnesetek száma, valamint a testületi létszám tekintetében is a Magyar Királyságban működő rendőrségek túlnyomó többségét alkották. 
A városi rendőrségek szervezeti felépítése ugyan eltér egymástól, azonban a struktúra lényegesebb vonásai azonosak voltak. A szervezet élén a kapitány állt, aki a kapitányi hivatalon keresztül irányította a testületet. A hivatalhoz több osztály tartozott. A nagyobb városokban az osztályok munkatársai specializálódtak egy-egy szakterületre. A kisebb városokban a szakosodás nem jöhetett létre, sőt, az alacsonyabb létszámú testületeknél az osztálytagozódás sem alakulhatott ki. A jelentősebb városokban azonban a századfordulóra már megjelentek a detektívcsoportok is. A kapitányi hivatalhoz tartozott a fogda, de a rendőrlegénység döntő többsége a város közigazgatási határain belül elhelyezett őrszobákhoz tartozott, és ezek körzetében teljesítettek szolgálatot. Kisebb városokban nem alakult ki az őrszoba rendszer. A városi rendőrségekbe tagolódtak a mezőrendőrök, az éjjeliőrök és általában a tűzoltóegyletek is. 
Az állami rendőrségek alkották a rendőri szervezetek másik csoportját. Három állami rendőrség működött: a Fővárosi Rendőrség, a Magyar Királyi Határrendőrség, és a Fiumei Állami Rendőrség. Állami rendőrséget ott hoztak létre, ahol kiemelt fontosságot tulajdonítottak a rend fenntartására, illetve annak, hogy azt az állam közvetlenül felügyelje. Az állami rendőrségek elit csoportot alkottak a magyarországi rendőrségek között. A személyi állomány képzettsége, felszerelése, ellátása, bűnfelderítési mutatóik mindegyike követendő mintát jelentett az önkormányzati rendőrségek számára. Az altiszti karnak a kezdetekben hat hetes kiképzés a 20. századra másfél évre hosszabbodott, írástudatlan nem lehetett altiszt. Az önkormányzati rendőrségek legénységi állományának egy része azonban írástudatlan volt, így őket tapasztaltabb járőrvezetők mellé osztották be, úgy tanulták meg a rendőri hivatást. Az állami rendőrségek közvetlen miniszteriális irányítás alatt voltak, bár a fővárosi és fiumei városi tanácsnak is volt beleszólási lehetősége. Az állami és városi rendőrségek összlétszáma mintegy 10-12 ezer főre becsülhető. A Határrendőrség 16 kapitányság, 27 kirendeltség alkotta, és mintegy 600 főnyi személyi állomány teljesített szolgálatot. A rendőröknek a bilincs használatról minden esetben jelentést kellett tenniük. Lőfegyvert a rendőr csak saját testi épségének védelmére használhatta, azonban kardot használhatott jogos védelem gyanánt, a saját vagy mások testi épségének megóvása céljából, a fenyegető magatartás elhárítására, a felszólításra át nem adott fegyver használójával vagy a szolgálat ellátását tettlegesen akadályozóval szemben.

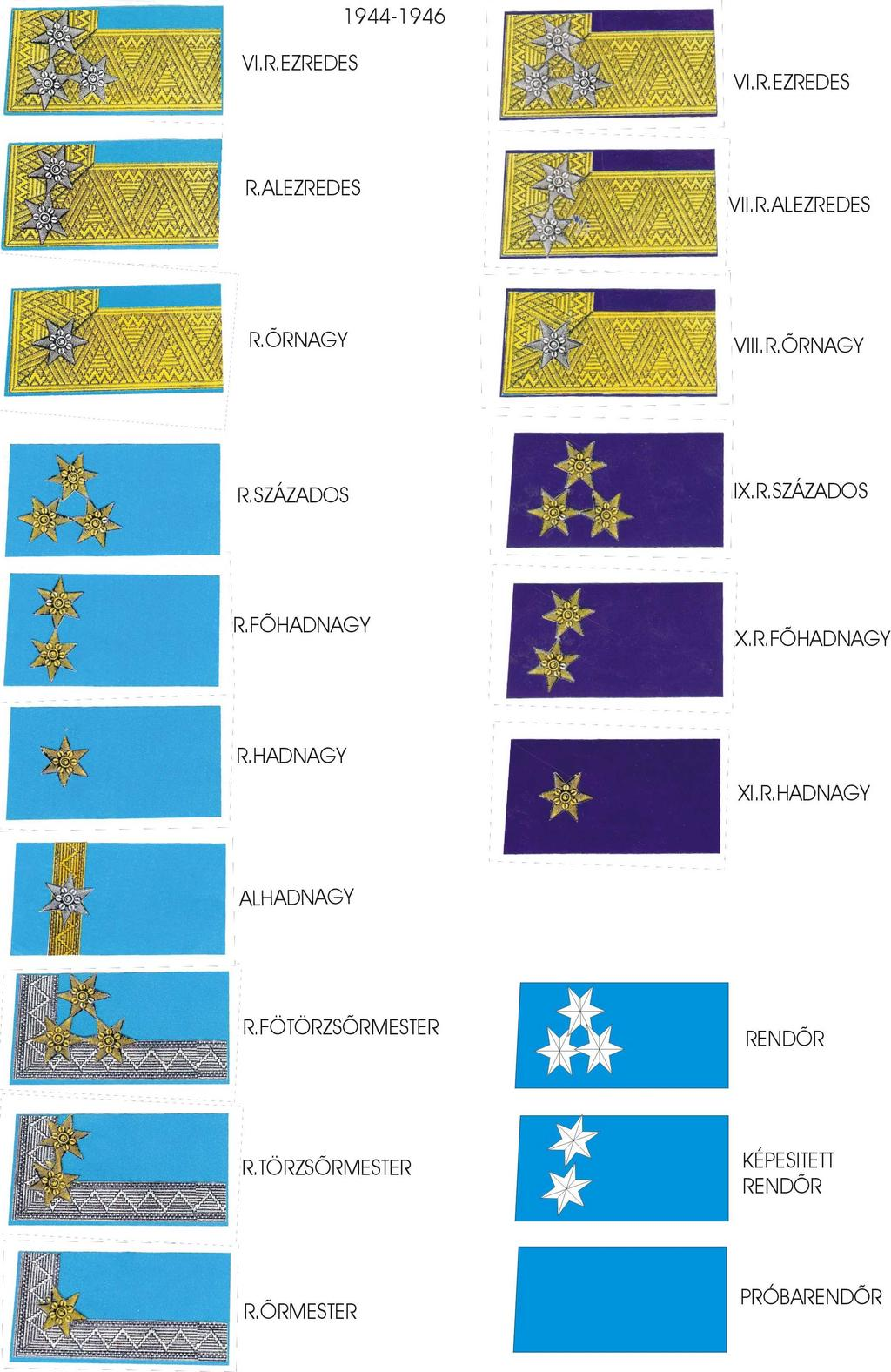
Magyar Királyi Rendőrség rendfokozatai

## Rendőrség a Horthy-korban
A háborút követően a rendőrség és a csendőrség rendfenntartási szerepe nem változott, a csendőrségek továbbra is a vidék rendjét voltak hivatottak fenntartani, a rendőrök pedig a város rendjét, azonban a rendőrségeket kivették az önkormányzatok irányítása alól, és központi irányítás alá helyezték, közvetlenül a kormány felügyelte és irányította belügyminisztériumon keresztül. Országos Rendőr- Főkapitányi hivatalt szerveztek, és az ország városait főkapitányságok között osztották fel. A főkapitányságok székhelyei voltak: Budapest, Debrecen, Miskolc, Pécs, Szeged, Székesfehérvár, és Szombathely. 1931-ben a vidéki főkapitányságokat megszüntették, és valamennyi vidéki városi rendőrséget egy vezetési centrum alá, az újonnan létrehozott vidéki főkapitányság alá helyezték. A körzeti szemlélő központok székhelyei a területvisszacsatolások után követően Szombathely, Székesfehérvár, Szeged, Debrecen, Kassa, Kolozsvár voltak. A rendőr jogai és kötelességei szinte teljesen megegyeztek a dualizmus kori szabályozással, annyi különbséggel, hogy megjelentek a karhatalmi feladatok, a közlekedés rendészeti feladatok, és a vízirendészeti feladatok is. A Magyar Királyi Rendőrség létszáma 1941-es adatok alapján 12-15 ezer főre tehető.    
Budapesti Rendőrfőkapitányok
- 1873–1884: Thaisz Elek[1]
- 1884–1885: Jekelfalussy Lajos (miniszteri biztos)
- 1885–1892: Török János
- 1892–1895: dr. Sélley Sándor
- 1996–1906: Rudnay Béla
- 1906–1917: dr. Boda Dezső
- 1917–1918: Dietz Károly
- 1919: Moór Pál
- 1919–1920: Dietz Károly
- 1920–1921: dr Nádosy Imre
- 1921–1928: Marinovich Jenő
- 1928–1932: Bezegh-Huszágh Miklós
- 1932–1937: dr. Ferenczy Tibor
- 1937–1944: dr. Éliássy Sándor
- 1944: Petrányi György
- 1944: Kovács Nagy Pál
- 1944–1945: Sédey Gyula

### Rendfokozatok[2]
| Fizetési osztály |                      |                     |
| ---------------- | -------------------- | ------------------- |
|                  | Főkapitányi kar      | Felügyelői kar      |
| IV.              | főkapitány           | főfelügyelő         |
| V.               | főkapitány-helyettes | főfelügyelő         |
|                  | Fogalmazói kar       |                     |
| VI.              | főtanácsos           | főfelügyelő         |
| VII.             | tanácsos             | főfelügyelő         |
| VIII.            | kapitány             | főfelügyelő         |
| IX.              | fogalmazó            | felügyelő           |
| X.               | segédfogalmazó       | felügyelő           |
| XI.              | fogalmazó gyakornok  | felügyelő gyakornok |